# Štědrý den (Kytice)
Štědrý den je balada ze sbírky Karla Jaromíra Erbena Kytice. U této balady jsou značné prvky osudovosti spíše než obvyklý Erbenův motiv vina-trest. Autor poukazuje na to, že je lepší žít v nejistotě než ve strašné jistotě. Tematicky je báseň podobná Erbenově baladě Holoubek. Obě jsou o lásce a smrti. Neméně důležitou roli zde hraje svědomí.

## Obsah
Balada je rozdělena do pěti částí.
V první mladá žena přede těsně před adventem len a přeje si ženicha. Ženich opravdu přijde a dívka si začne šít svatební košili.
Druhá část popisuje staré vánoční zvyky, které se dodržovaly (chození k jezeru, házení potravin domácím zvířatům). Připomíná také tradici, dle které se o půlnoci na vodní hladině dívce zjeví její budoucí ženich.
Ve třetí části se objevují dvě dívky, Hana a Marie. Obě chtějí znát svůj osud, společně se proto vydají k jezeru, rozbíjí led a pohlédnou na hladinu. Hana vidí svého milého Václava, zato Marie spatří pohřeb.
Zatím co se Hana ve čtvrté části vdá za švarného jinocha, Marie podle věštby z jezera umírá.
V páté části se opakuje děj části první. Navíc je zde oplakávána Marie a připomínána myšlenka, že je lepší žít v nejistotě, než mít strašnou jistotu.

## Autorovo poznamenání
Nižádného dne do roka neprovozují se u Slovanů tak obecné věštby, jako právě na štědrý večer. Hospodář, hospodyně, mládenec i panna, každý jich hledí se věštbami dozvěděti, co mu příštího roku nastává. Způsobové takového věštění jsou velmi rozliční, ano téměř ani všickni vyčísti se nedají. Jeden z nich, u nás velmi obyčejný, kterým děvčata zvěděti chtějí, kdo jim za muže souzen jest, tuto se popisuje.
„Hospodáři štědrovku, kravám po výslužce“ atd.
Hospodáři daruje se na štědrý večer štědrovka neb houska, kterážto znamená přání, aby hospodář příštího roku měl všeho hojnost a zvláště aby se jemu na poli zdařilo obilí. Co od večeře zbude, dává se kravám, aby hojně dojily. Kohoutovi dá hospodyně proužek česneku, aby byl bujný, a slepicím hodí hrst hrachu, aby snesly mnoho vajec. Rybí kosti, ježto zůstanou od večeře, zakopají se pod ovocné stromy, aby příštího roku byly úrodné. A poněvadž toho dne až do večeře zachovává se tuhý půst, slibuje se dětem, které se postí, že v noci uhlédají zlatoušky neb zlatá prasátka.
„Liché Vědy.“
Staročeské slovo věda srovnává se s ruským věďma i věduňa a s polským vidma, a znamená věštici neb čarodějnici, pocházejíc od slova viděti a tudíž věděti. U Srbů zachovala se památka slova toho ve slovu vědogonja, t. kdo vědy honí; jinak říkají nyní Srbové vůbec věštica. Ve staroslovanském přichází slovo vědec, t. kdo něco ví nebo zná, v naší nové češtině znalec; což v rodu ženském opět ke slovu věda přivádí.